# Сосновка (Упоровский район)
Сосновка — деревня в Упоровском районе Тюменской области России. Входит в состав Нижнеманайского сельского поселения.

## География
Деревня находится на юго-западе Тюменской области, в пределах юго-западной части Западно-Сибирской низменности, в лесостепной зоне. Абсолютная высота — 135 метров над уровнем моря.
Расположена на правом берегу речки Манай. Расстояние до села Нижнеманая 1 км, села Емуртлы 28 км, села Упорово 52 км, города Заводоуковска 97 км, города Тюмени 191 км. 

### Климат
Климат континентальный с холодной продолжительной зимой и тёплым относительно коротким летом. Средняя температура воздуха самого холодного месяца (января) — −18,7 °C (абсолютный минимум — −47,3 °C); самого тёплого месяца (июля) — 18 °C (абсолютный максимум — 38,4 °С). Безморозный период длится в среднем 111 дней. Среднегодовое количество атмосферных осадков составляет 181—469 мм, из которых 70 % выпадает в тёплый период. Продолжительность залегания снежного покрова составляет в среднем 164 дня.

### Часовой пояс
Деревня Сосновка, как и вся Тюменская область, находится в часовой зоне МСК+2. Смещение применяемого времени относительно UTC составляет +5:00.

## История
Деревня основана в 1853 г. В 1853 году по указу Тобольской Казенной Палаты утвержден проект на поселение переселенцев из Курской и Калужской губерний в Кизакскую и Пятковскую волости. Проектом была выделена земля для переселенцев из Жиздринского уезда Калужской губернии близ деревни Нижнеманайской.  Вновь образованная деревня была названа «Сосновка». С 1853 года в составе Кизакской волости, с 1910 - Нижнеманайской волости, с 1919 -Нижнеманайского сельского совета. 
В 1912 г. в деревне было 2 торговые лавки, 1 водяная мельница. 
Сосновка относилась к приходу Николаевской церкви села Кизакского, с 1866 года к приходу Богородицкой церкви села Нижнеманайского. 

## Население
| 1897 | 1926 | 1989. | 2002 | 2010 | 2021 |
| 382  | 443  | 105   | 95   | 83   | 31   |

| 2010 |
| ---- |
| 83   |

### Половой состав
По данным Всероссийской переписи населения 2010 года в половой структуре населения мужчины составляли 48,2 %, женщины — соответственно 51,8 %.

### Национальный состав
Согласно результатам переписи 2002 года, в национальной структуре населения русские составляли 97 % из 95 чел.

## Галерея

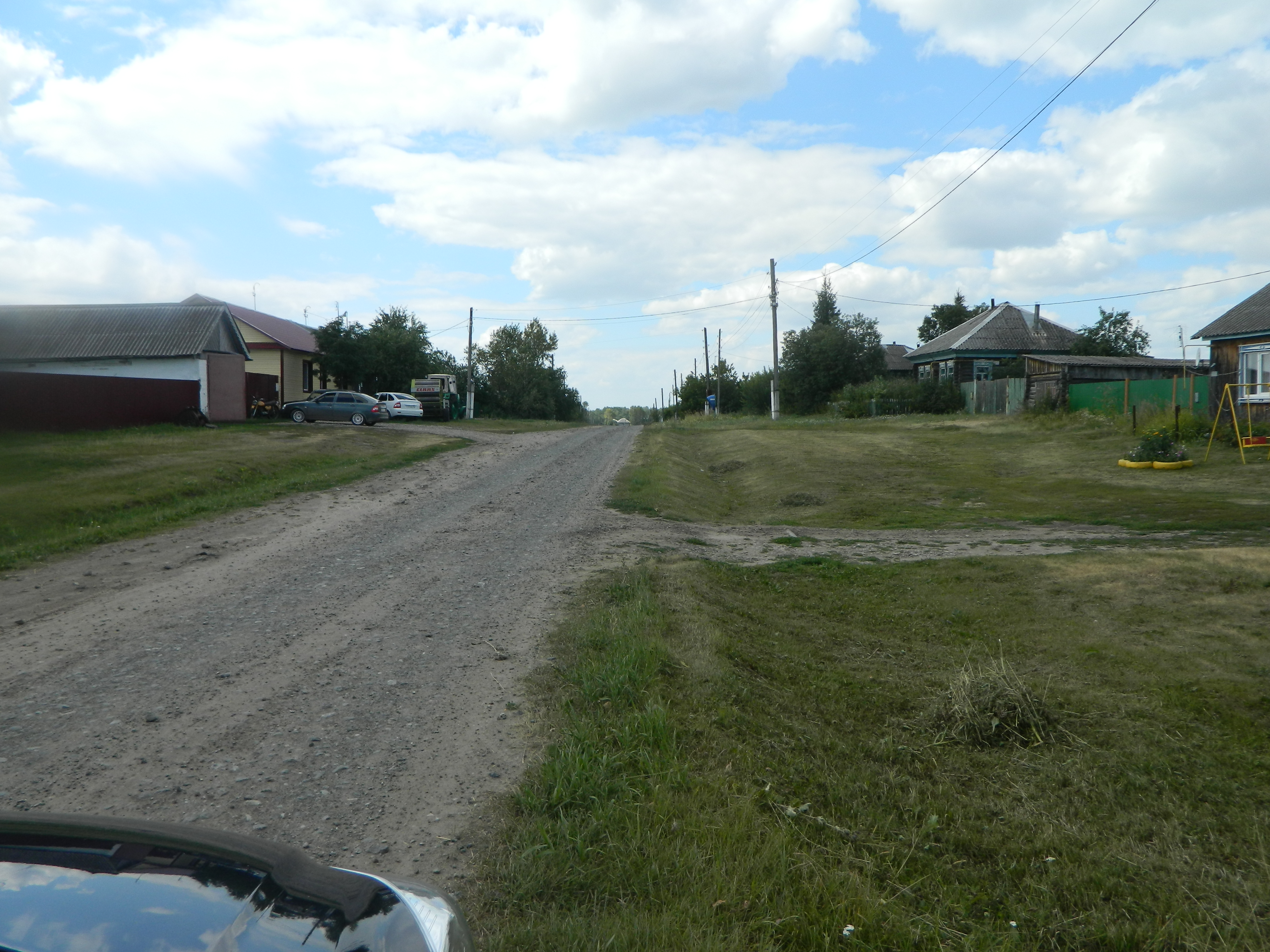
Сосновка, Упоровский район. 22.07.2020 г.
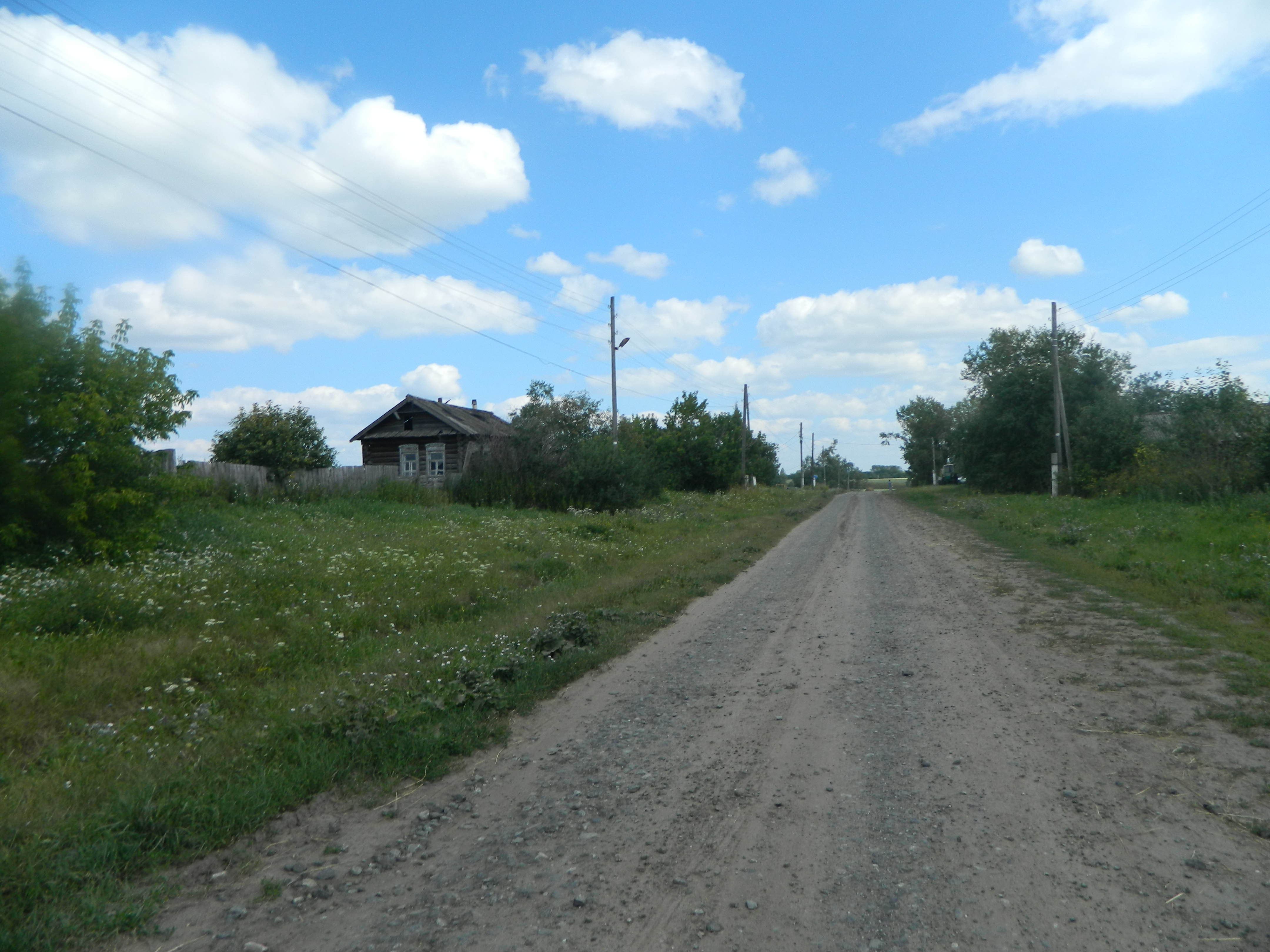
Сосновка, Упоровский район. 22.07.2020 г.
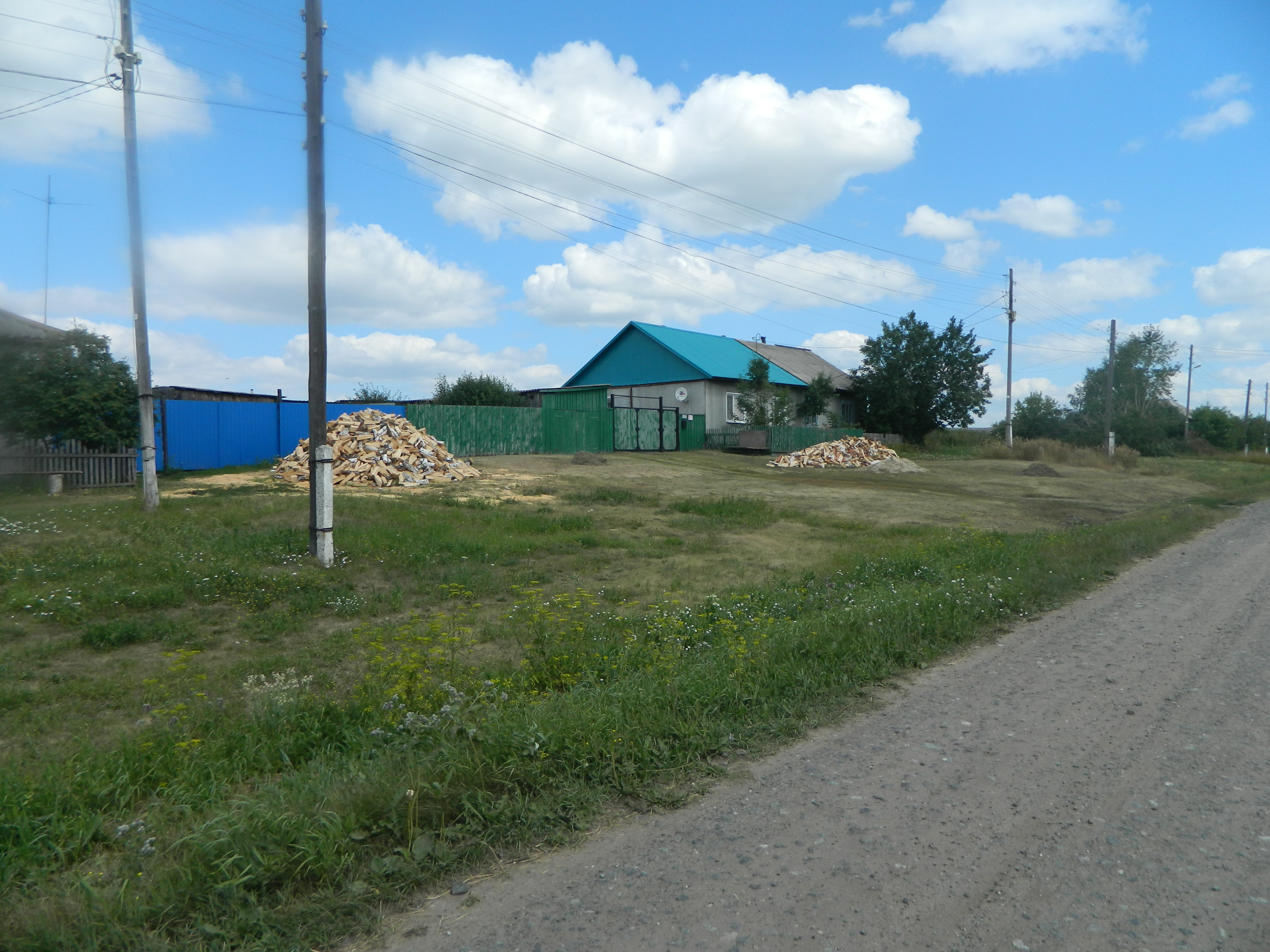
Сосновка, Упоровский район. 22.07.2020 г.
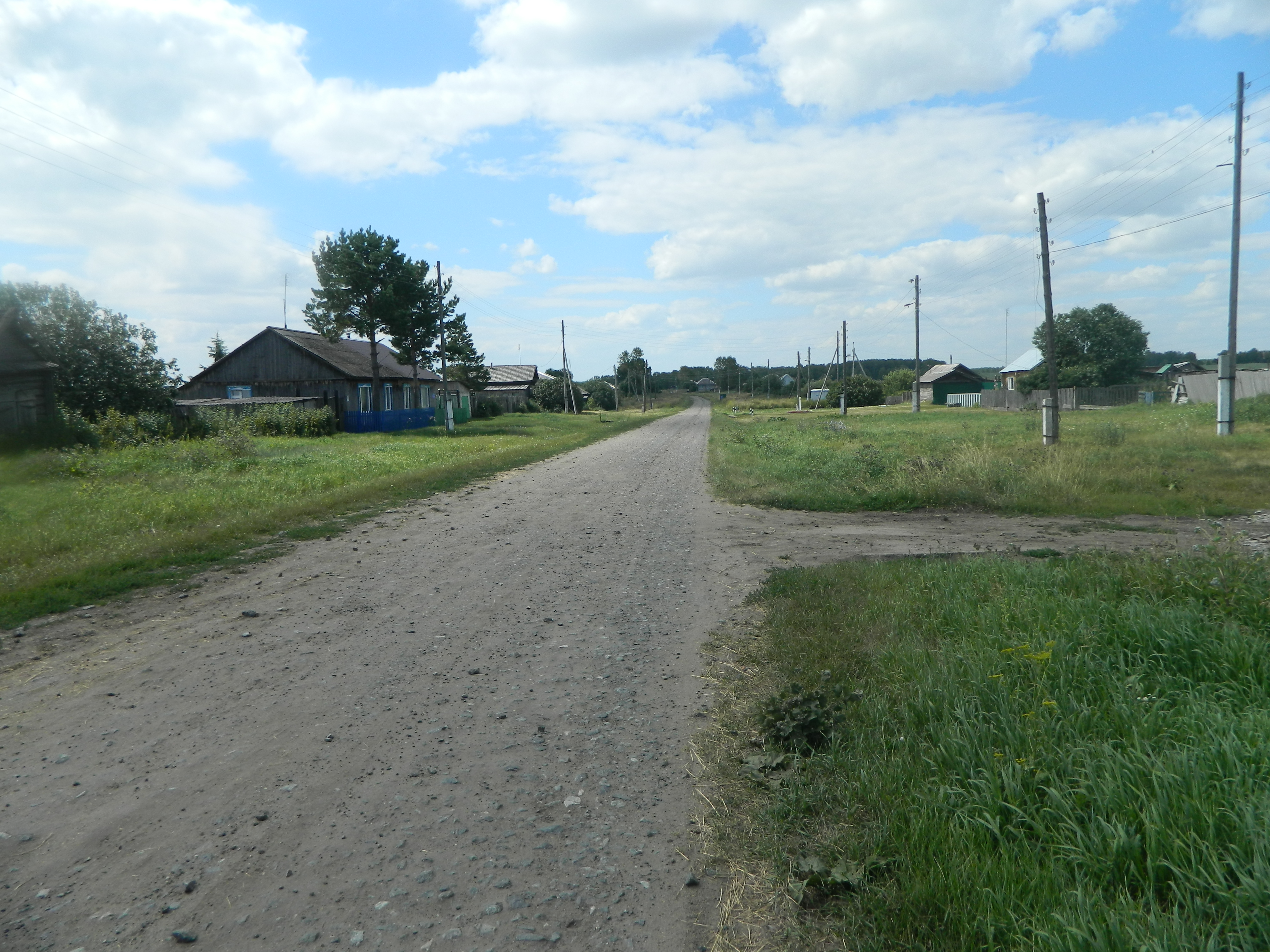
Сосновка, Упоровский район. 22.07.2020 г.
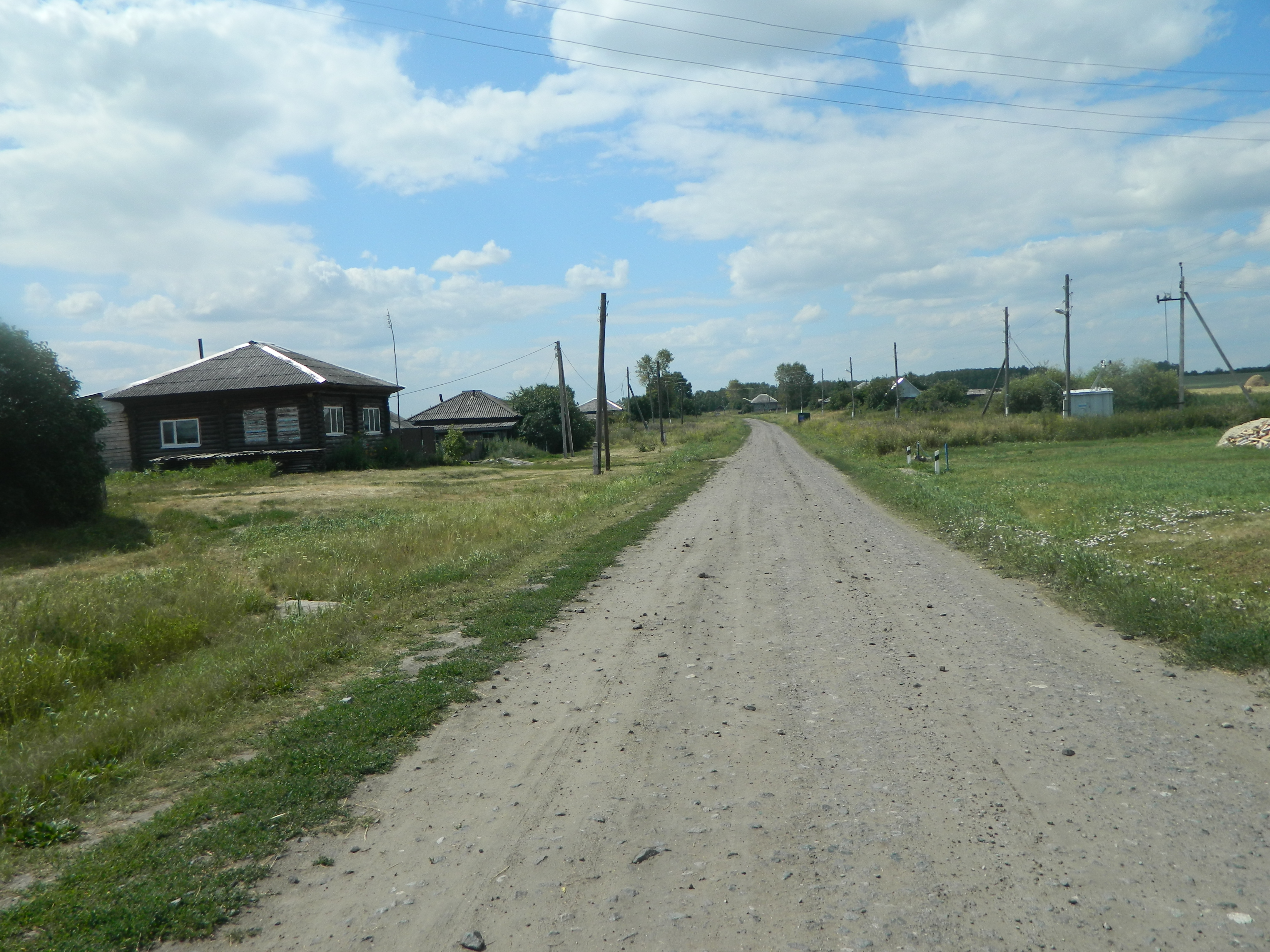
Сосновка, Упоровский район. 22.07.2020 г.
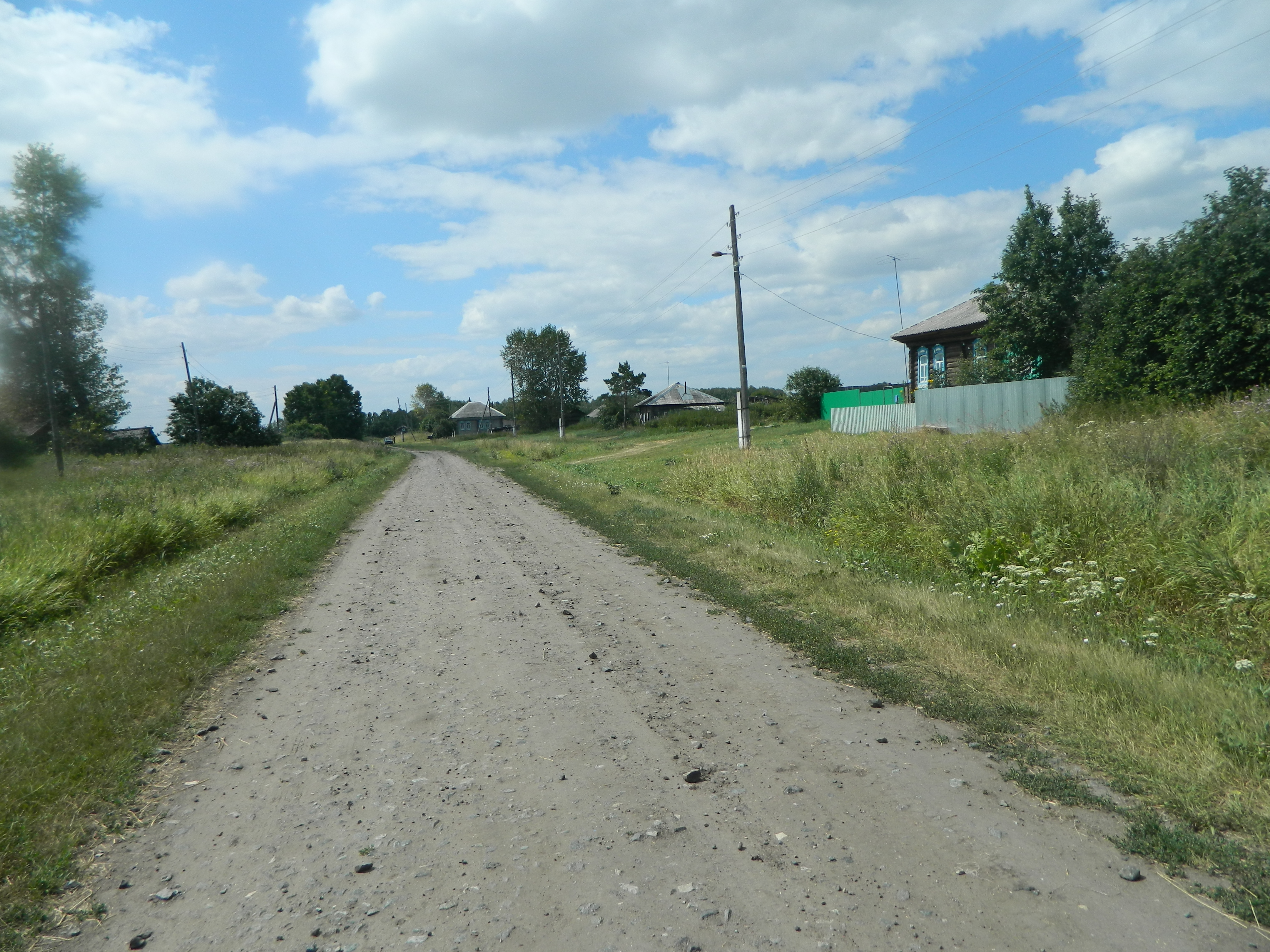
Сосновка, Упоровский район. 22.07.2020 г.